# عقدة سندريلا
عقدة سندريلا (بالإنجليزية: Cinderella complex) هي عقدة حديثة يُعتقد أنها تنتشر بين نساء هذا العصر، وُصِفت لأول مرة عام 1981 من قِبَل الكاتبة والمعالجة النفسية الأمريكية كوليت داولينغ في كتابها (عقدة سندريلا: خوف النساء الخفي من الاستقلال؛ بالإنجليزية: The Cinderella Complex: Women's Hidden Fear of Independence) وهي بشكلٍ عام رغبة لاشعورية لدى الفتاة المصابة في أن تكون موضع الرِّعاية لدى الآخرين، ويُقال أن هذه العقدة تصبح أكثر وضوحًا كلَّما تقدَّمت المصابة في السن.

## التسمية
سميت العقدة على اسم الشخصية الخيالية المشهورة سندريلا، والرابط بينهما أن سندريلا فتاة تتمتع بصفات مثالية، فهي جميلة وتستطيع العمل بِجِد وإتقان، لكنَّها مع ذلك لم تحاول الاعتراض على معاملة السوء والإهانة التي كانت تتلقاها من زوجة أبيها وأختيها، فما منعها ألَّا تعترض؟ هذه فكرة العقدة، انتظار قوَّة خارجية لتغيِّر الحال، كانت في قصة سندريلا (الأمير)، وفي العقدة عمومًا القوَّة غالبًا رجل.

## ماهيتها
تتحدث هذه العقدة بشكلٍ أساسي عن الرغبة اللاشعورية التي تَنْتُج لدى المصابات في أن يكُنَّ موضع رعاية الآخرين، تبدأ هذه العقدة لديهن منذ الصغر، حيث تُبَرمج الفتاة على أنها دائمًا بحاجة لشخصٍ قوي يساعدها ويحميها، تُرَسَّخ هذه الفكرة بعدة عوامل، أبرزها (طريقة التربية)، تنشأ الفتاة بين والدين يلبيان كلَّ احتياجاتها مع تشجيعٍ منهما لفكرة أنها تحتاج دائمًا إلى واصٍ أو مسؤول عنها وأنَّ زوجها سيلبي احتياجاتها من بعدهما، تقول الطبيبة والمحللة النفسية (روث مولتون):
«إن الآباء كثيرًا ما يرعبون بناتهم عندما يحمِّلوهنَّ قلقهم ومخاوفهم، فيقولون لهنَّ أنه يجب عليهنَّ ألاَّ يرين رجالًا غرباء، وينبغي عليهن أن يعدن للمنزل مبكراً، وأن يحذرن أن يضعن أنفسهن في موقف يعرِّضهنَّ للاغتصاب، وبذلك فإن حياة المرأة التي تعاني باستمرار من المخاوف تتجه إلى المضي في دوائر أصغر فأصغر.»
منها أيضًا (الضغوط والتنشئة الاجتماعية)، حيث يجبر المجتمع الفتاة على الالتزام بمعايير محدَّدة لأغلب الأشياء -كالمظهر والسلوك ونمط الحياة- فتفقد تدريجيًا القدرة على الاستقلالية. و(الخطاب الإعلامي)، مثالًا على ذلك الأدوار النمطية التي تظهر فيها النساء في كثيرٍ من المسلسلات (كامرأة تعجز عن تدبُّر أمور الأسرة أو أمور حياتها دون زوج)، فتضع المرأة خارج دائرة التأثير وتؤدي بالمشاهدين إلى الاعتياد على ذلك واعتباره أمرًا عاديًا.
نتيجةً لكلَّ ذلك تصاب بعقدة سندريلاـ فتكبر معتقدةً أنها غير قادرة على تحمل مسؤولية نفسها أو أي شيءٍ آخر بالكامل، وتظلُّ تنتظر ذلك الذي سيتحمل المسؤولية بدلًا عنها وتعيش خائفًة وغير راضية عن حياتها حتى يأتي، وإن كان لديها مشاكل فإنها ستحلم وتبقى تنتظر شخصًا قويًا يظهر في حياتها فيحل لها المشاكل ويجعل حياتها أفضل بدلًا من فعل ذلك بنفسها.

## آثارها
الآثار التي تحدَّثت عنها الكاتبة كوليت في كتاب عقدة سندريلا هي الأبرز، ومنها ما يلي:
1. فقدان القدرة على الإبداع: حيث تشعر المصابات براحة حين يكنَّ مرؤوسات، أو حين يعرفن ما يجب القيام به بالضبط، ويظهرن توترًا وخوفًا من التصرف بشكل غير صحيح حين يكون المجال مفتوحًا أو حين يكنَّ الرئيسات.[6]
2. الافتقار إلى الثقة بالنفس وعدم الاعتراف بالقدرات: مثلًا حين تحلُّ المصابة مسألة رياضية معقدة فإنها غالبًا ستنسب ذلك إلى الحظ أو حتى الصدفة، أو تقول أن المسألة احتاجت جهدًا كبيرًا حتى وإن كانت قد حلَّتها بسهولة تقليلًا من قدرتها.[6]
3. عدم الثقة في قدرات بنات جنسهن: مثالًا على ذلك دراساتٌ أظهرت أنَّ المصابات يرفضن الاعتراف بالنساء كقائدات، فنجد بعضهنَّ يرينَ أن قيادة الرجل أفضل حتى وإن كانت على مجموعة كلها نساء.[5]
4. الخوف من النجاح: تُظهِر المصابة خوفًا من أن تكون مرفوضة من الناحية الاجتماعية، أو أن تفقد فرصة أن يتقدم لها من يخطبها أو يتزوجها ويكوّن معها أسرة نتيجةً لنجاحها.[5]
5. ظلم النفس بالبقاء مع شريك غير مناسب: تُفضِّل بعض المصابات البقاء في علاقة مؤلمة على أن تظل بلا شريك، وما يزيد الأمر سوءًا اعتماد بعضهنَّ ماديًا على شركائهنَّ خوفًا من الاستقلال. تقول د. روث مولتون أنها لاحظت أن المصابات يشعرن بالحزن والوحدة بعد الانفصال عن الشريك غير المناسب مهما كان، حتى وإن كنَّ هنَّ من طلبن ذلك. وتضيف أنَّ كل من قابلتهنَّ من مصاباتٍ يتشاركن في اعتقادٍ واهمٍ واحد، وهو: إذا كان هناك رجل في المنزل حتى ولو كان نائمًا أو سكيرًا أو مريضًا فإن ذلك أفضل من البقاء في المنزل بمفردهن.[5]

## نقدها
تسبَّبت هذه العقدة بحدِّ ذاتها في مشكلة لدى العامة، فكثيرًا ما تعمَّم اعتقادًا أنَّها طبعٌ في النساء وليست خللًا نفسيًا؛ وبالتالي ساد اعتقاد أنَّ النساء لا يهمهنَّ إلا مظهرهن، وأنهنَّ يفتقرن إلى احترام الذات والثقة بالنفس، أو كما يسود في بعض المجتمعات؛ اعتقاد أنهنَّ عامةً غير صالحاتٍ للقيادة أو تولِّي السلطة.
أشار بعض النقّاد أن المصطلح متحيزًا أو تبسيطيًا، لأنه قد يتجاهل العوامل الاقتصادية والاجتماعية المعقّدة التي تجعل أغلب النساء يعتمدن على الشريك، بالإضافة إلى العوامل البيولوجية.

## وصلات خارجية
- صفحة كتاب عقدة سندريلا: خوف النساء الخفي من من الاستقلال The Cinderella Complex: Women's Hidden Fear of Independence على Goodreads